# Conservatorio de Música de Puerto Rico

El Conservatorio de Música de Puerto Rico es una institución pública que ofrece estudios universitarios en música. Ubicado en la histórica sección de Miramar en San Juan, Puerto Rico, ofrece grados en piano, canto, guitarra, instrumentos orquestales, jazz y música caribeña, composición y educación musical.
Ha sido anfitrión de varios músicos internacionales, tanto estudiantes como profesores, y tiene una larga relación con el movimiento de música clásica en Puerto Rico, incluyendo el Festival Casals anual y la Orquesta Sinfónica de Puerto Rico (PRSO). 

## Antecedentes
Desde los tiempos de la colonia española hubo varios intentos para establecer un conservatorio de música en Puerto Rico. Bajo el gobierno de España el primer intento que dio resultado fue la Academia de Música del Municipio de San Juan en 1871. Esta duró unos tres años. Luego del cambio de soberanía Fernando Callejo prepara un plan en 1898 para establecer un Instituto Superior de Enseñanza Musical, el cual nunca llegó a realizarse. En 1919 la Cámara de Delegados aprueba lo que hubiera sido la Academia de Música, Canto y Declamación, a cargo de la Junta de la Universidad de Puerto Rico y siguiendo el modelo del Conservatorio de París. A pesar de contar con el aval de la Cámara, el gobernador Arthur Yager vetó el proyecto.
No obstante haberse vetado el proyecto para crear el Instituto, la idea de un conservatorio siguió adquiriendo seguidores. Entre los que más ayudaron a promover la idea fueron Felipe Gutiérrez y Espinoza, Ana Otero, Braulio Dueño Colón, Julio Arteaga, Francisco Verar y Fernando Callejo. En 1921 se unen a la lucha Arístides Chavier, Trina Padilla de Sanz y el tenor Antonio Paoli. Durante los próximos quince años estos últimos fueron los principales propulsores de la idea de un conservatorio apoyado por el gobierno.
En 1931 la hija de Julio Arteaga, Genoveva de Arteaga, organizó en San Juan la Academia de Música de Chopin, que luego se convierte en el Conservatorio de Música de San Juan. Este primer conservatorio fue patrocinado por María Luisa Saldaña de Juliá, Esther A. Fano, Edna F. Bartholomeu y Nilita Vientós Gastón. Su logro más notable fue la producción de la ópera La Bohème de Puccini el 11 de diciembre de 1935, cuya productora y directora musical fue la misma Genoveva de Arteaga.
En 1969 hubo también un intento de hacer un conservatorio por parte del Puerto Rico Junior College, pero este duró apenas dos años por dificultades económicas.

## El Conservatorio hoy en día

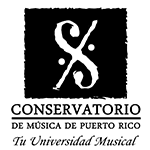
Logo del Conservatorio de Música de Puerto Rico

El actual Conservatorio de Música de Puerto Rico fue creado a finales de la década de 1950 como parte de Operación Serenidad, un proyecto del entonces Gobernador Luis Muñoz Marín para establecer en el país organismos e infraestructura para el desarrollo de la cultura y la educación. Sin embargo, la idea de un Conservatorio para la isla no fue parte de este proyecto originalmente. La Orquesta Sinfónica de Puerto Rico y el Festival Casals fueron medulares a Operación Serenidad desde un principio, pero no fue hasta 1959 que el gobierno cobró consciencia de que junto con una orquesta debería existir también un conservatorio de música para nutrir a la orquesta en el futuro. Es entonces que el legislador Ernesto Ramos Antonini propone lo que se convertiría en la Ley Núm. 35 del 12 de junio de 1959 que crea el Conservatorio de Música de Puerto Rico.
A través de los años el Conservatorio ha estado adscrito a varias agencias gubernamentales, entre ellas: la Compañía de Fomento Económico, la Administración para el Fomento de las Artes y Cultura y la Corporación de las Artes Musicales. La Ley Núm. 141 del 9 de agosto de 1995 le concede finalmente autonomía fiscal y administrativa, convirtiendo al Conservatorio en una corporación pública regida por una junta de directores designada por el gobernador y aprobada por el Senado de Puerto Rico.

### Campus

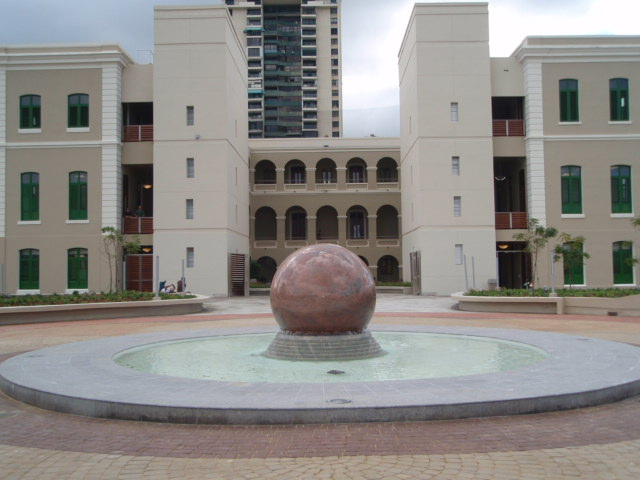
Patio norte del Conservatorio de Música de Puerto Rico

Desde que abrió sus puertas en 1960 hasta el 2008, el Conservatorio ocupó las antiguas instalaciones de Viguié Films en la 350 de la Calle Rafael Lamar (esquina Avenida Franklin Delano Roosevelt) en Hato Rey. A finales de la década de 1990 se comenzaron las gestiones para conseguir una sede permanente que pudiera satisfacer la necesidad de expansión de la institución. Finalmente, el Gobierno le otorga el antiguo albergue de alumnas internas del Colegio de las Madres del Sagrado Corazón (hoy día la Universidad del Sagrado Corazón), localizado en Ave. Ponce de León 951 en el área de Miramar, cerca del Viejo San Juan y del nuevo Distrito de Convenciones.
Diseñado por el arquitecto Tulio Larrínaga y construido en 1882 para la Orden de las Madres Hermanas del Sagrado Corazón de María, el edificio fue el último que la Diputación Provincial Española ordenó construir en Puerto Rico antes de la invasión estadounidense de la isla en 1898. En 1900 el Colegio se muda a su localización actual y el edificio pasa a ser el Asilo de Niñas de Miramar. Tras la mudanza del Asilo al municipio de Trujillo Alto en 1960, el edificio queda vacante por varios años. El edificio vuelve a tener propósito en 1973 al ser utilizado como centro de rehabilitación por el Departamento de Servicios Contra la Adicción. Este nuevo propósito dura hasta 1979, cuando se le pasa al Departamento de Transportación y Obras Públicas para utilizarse como edificio de almacenaje. En 1985 es designado sitio histórico en el Registro Nacional de Lugares Históricos de los Estados Unidos. Finalmente, en 1999 el Gobierno le transfiere la titularidad del edificio al Conservatorio. Pasa entonces por un proceso de rehabilitación y restauración comenzando en el año 2001 y concluyendo en el 2008. La obra estuvo a cargo del estudio Pantel & del Cueto reciclaron material del propio edificio para restaurar sus techos. A principios de 2009 el Conservatorio comenzó a ocupar el edificio antiguo, culminando este proceso en el año 2012 cuando se inauguró el edificio académico.
Las nuevas instalaciones cuentan con tres edificios. El primero es el antiguo asilo, que alberga todas las oficinas administrativas, cubículos de práctica individual y salones de clases. El segundo es el estacionamiento de dos pisos, cuyo techo funciona como plaza exterior del antiguo asilo, conocida esta plaza como la Plaza Laguna donde también está ubicado el Anfiteatro Rafael Hernández. Este es el techo verde intensivo más grande que se ha construido en Puerto Rico. El tercer y último edificio, conocido como el edificio académico, alberga el Centro de Recursos para el Aprendizaje Fundación Ángel Ramos, cubículos de práctica individual, casilleros y el Teatro Bertita y Guillermo L. Martínez, el cual está compuesto por las siguientes salas: la Sala Jesús María Sanromá, la Sala Anthony «Junior» Soto y la Sala José «Pepito» Figueroa; estas fungen como salas de concierto y ensayo para los conjuntos mayores. 
Debido a que el Gobierno no aprobó la cantidad total de los fondos desde el principio, no se construyeron los tres edificios a la vez, como se tenía planificado originalmente, y se decidió dividir el proyecto en tres fases.

### Facultad
Desde sus comienzos el Conservatorio ha tenido como parte de su facultad a personas internacionalmente reconocidas en el ámbito de la música. Algunos de ellos son: el pianista Jesús María Sanromá, la soprano María Esther Robles, el barítono Justino Díaz, el contrabajista Eddie Gómez, el compositor Amaury Veray y el propio Pablo Casals.

### Departamentos Académicos
- Canto
- Composición, Teoría y Musicología
- Cuerdas
- Educación Musical
- Jazz y Música Caribeña
- Piano
- Vientos y Percusión

### Programas Universitarios
En 2006 el Conservatorio fue la primera institución universitaria de Puerto Rico en ofrecer grados de Maestría en Música, siendo Educación Musical la primera opción en ofrecerse. En agosto de 2011 el Conservatorio se convirtió en la primera y única institución universitaria en el mundo en ofrecer un bachillerato en el instrumento nacional de Puerto Rico, el cuatro puertorriqueño. Se expandió además el programa de Maestría en Música para incluir también: Instrumentos Orquestales, Piano, Canto y Guitarra. En adición a los grados universitarios, existe también el Diploma Graduado en Ejecución para todos los instrumentos antes mencionados, Canto, Jazz y Música Caribeña.

#### Bachilleratos
- Canto
- Composición, Teoría y Musicología
- Educación Musical
- Guitarra
- Instrumentos Orquestales (Violín, Viola, Violonchelo, Contrabajo, Arpa, Oboe, Flauta, Clarinete, Fagot, Saxofón, Trompeta, Trompa, Trombón, Tuba, Eufonio, Percusión)
- Jazz y Música Caribeña (Bajo, Batería, Cuatro Puertorriqueño, Guitarra, Piano, Percusión Latina, Saxofón, Trombón, Trompeta)
- Piano

#### Maestrías
- Canto
- Educación Musical
- Guitarra
- Instrumentos Orquestales (Violín, Viola, Violonchelo, Contrabajo, Arpa, Oboe, Flauta, Clarinete, Fagot, Saxofón, Trompeta, Trompa, Trombón, Tuba, Eufonio, Percusión)
- Piano
- Dirección Coral
- Dirección Instrumental

#### Diplomas Graduados
- Canto
- Guitarra
- Instrumentos Orquestales (Violín, Viola, Violonchelo, Contrabajo, Arpa, Oboe, Flauta, Clarinete, Fagot, Saxofón, Trompeta, Trompa, Trombón, Tuba, Eufonio, Percusión)
- Jazz y Música Caribeña (Saxofón, Trombón, Trompeta, Piano, Guitarra, Bajo, Batería, Percusión Latina)
- Piano

#### Otros
- Certificación de Maestros
- Educación Continua
- Menor en Música (Universidad Sagrado Corazón)

### Acreditaciones y afiliaciones
El Conservatorio posee las siguientes acreditaciones federales y estatales:
- National Association of Schools of Music (NASM)
- Middle States Association of Colleges and Schools
- Consejo de Educación Superior (CES)

Adicional a las acreditaciones antes mencionadas, está afiliado a las siguientes organizaciones:
- Asociación Latinoamericana de Conservatorios y Escuelas de Música (ALCEM)
- Asociación Europea de Conservatorios, Academias y Escuelas de Música (AEC)
- National Guild of Community Schools for the Arts
- All Steinway and Sons Schools